# Målselva
El Målselva es un río del municipio de Målselv en Troms, Noruega. Fluye a través del valle Målselvdalen y desemboca en el Målselvfjorden, una ramificación del fiordo de Malangsfjorden. Tanto el municipio como el valle reciben su nombre del río.
Los riachuelos de Divielva, Tamokelva y Rostaelva convergen en el lago Lille Rostavatn, el cual alimenta al Målselva. Más adelante, el río Barduelva se une xon él cerca de Fossmoen y Bardufoss. Su cuenca hidrográfica tiene un área de 6144 km².  El río pasa por las localidades de Bardufoss, Andselv y Skjold.